# جيمي لوسون (لاعب كرة قدم أمريكية)
جيمي لوسون (بالإنجليزية: Jamie Lawson)‏ هو لاعب كرة قدم أمريكية أمريكي، ولد في 2 أكتوبر 1965 في نيو أورلينز في الولايات المتحدة.

## وصلات خارجية
- جيمي لوسون على موقع مرجع كرة القدم المحترفة.كوم (الإنجليزية)